# Agama boulengeri
Agama boulengeri là một loài thằn lằn trong họ Agamidae. Loài này được Lataste mô tả khoa học đầu tiên năm 1886.